# Avenida Habib Bourguiba
La Avenida Habib Bourguiba (en árabe: شارع الحبيب بورقيبة) es la arteria central de la ciudad de Túnez, y el corazón político y económico histórico del país africano de Túnez. Lleva el nombre del primer Presidente de la República de Túnez y el líder nacional del movimiento de independencia de ese país. Hoy en día, la amplia avenida está alineada en dirección este-oeste, con árboles y fachadas en las tiendas, con cafés de la calle en ambos lados, y que se compara con los Campos Elíseos de París, y su extensión, la Avenida de Francia, Plaza de la independencia marcando la rotonda central con el lago de Túnez en el extremo oriental. Muchos de los monumentos más importantes están situados a lo largo de esta avenida, incluyendo la Catedral de San Vicente de Paul, la Embajada de Francia en Túnez y Teatro municipal de Túnez. 